# Flugplatz Bălți-Singureni

i7
i11
i13
Der Flugplatz Bălți-Singureni (rumänisch Aerodromul Bălți-Singureni, russisch Аэродром Бельцы-Сингурены), auch bekannt als Flugplatz „Bălți“, war der erste sowjetische Militärflugplatz Bălțis, gelegen im Vorort Singureni. Er wurde unmittelbar nach der 1940 erfolgten Besetzung des zuvor zum Königreich Rumänien gehörenden Bessarabien durch die Sowjetunion angelegt.
Während des Zweiten Weltkriegs wurde der Standort von den sowjetischen Behörden für die Verlegung von Militärstaffeln aus Kirowograd ausgewählt. Zusammen mit dem damaligen Flughafen Bălți-Stadt, der in Bălți in der Nähe eines ehemaligen rumänischen Militärgeländes angelegt wurde und wiederum als Trainingsflugplatz für den Flugplatz in Singureni diente, bildete er die zentrale Militärbasis in Bălți während der sowjetischen Zeit – ergänzt durch verschiedene Hilfsflugplätze in der Moldauischen SSR und in der Ukrainischen SSR.